# Linda Kutrowski
Linda Kutrowski é uma ex-atleta canadiana. Ela ganhou três medalhas de ouro paraolímpicas e uma de bronze em 1992, 1996, 2000 e 2004. Ela foi introduzida no Corredor da Fama do basquetebol em cadeira de rodas canadiano em 2011.